# فلورین نیتسا
فلورین نیتسا (انگلیسی: Florin Niță؛ زادهٔ ۳ ژوئیهٔ ۱۹۸۷) بازیکن فوتبال اهل رومانی است.
از باشگاه‌هایی که در آن بازی کرده‌است می‌توان به باشگاه فوتبال استوا بخارست و باشگاه فوتبال اسپارتا پراگ اشاره کرد.
وی همچنین در تیم ملی فوتبال رومانی بازی کرده‌است.